# Великий страх
«Великий страх» (фр. la Grande Peur) — период всеобщей паники во Франции с 19 июля по 6 августа 1789 года, в начальный момент Великой французской революции 1789 года.
Скопление войск вокруг Парижа спровоцировало восстание, и 14 июля 1789 г. толпы парижан захватили Бастилию. В провинциях вспыхивали бунты и восстания крестьян и низших сословий в обстановке слухов об «аристократическом заговоре» короля и его приближённых. Крестьяне восставали против землевладельцев, нападали на дворцы и уничтожали феодальные документы. 
Для усмирения крестьян Национальная учредительная ассамблея объявила отмену феодального правления и приняла Декларацию прав человека и гражданина.